# Dolores Gómez de Cádiz
Dolores Gómez de Cádiz (Málaga, 25 de diciembre de 1818- septiembre/diciembre de 1881) fue una escritora y poeta española.

## Biografía
Dolores Gómez de Cádiz nació el 25 de diciembre de 1818 en Málaga, Andalucía, en el seno de una familia burguesa. En 1839, se casó con Antonio José de Velasco, un profesor de medicina y escritor,, con quien tuvo varios hijos, aunque no fue un matrimonio feliz.
Comenzó a publicar a partir de 1939. Activa colaboradora de la revista El Museo Universal, publicó artículos de costumbres y poesías para diversas publicaciones periódicas.
Fue miembro de mérito del Liceo de Granada, desde su creación, donde se encontraba su retrato, obra del pintor Luis Fernández-Guerra y Orbe. Fue también miembro de los Liceos de Málaga, Madrid y Zaragoza.
Tras enviudar hacia 1857-1858, comenzó a firmar sus trabajos con sus apellidos de soltera y a viajar al extranjero. Viajó por Francia, Orán (Argelia francesa) y México.
Fue autora de la novela Santa Casilda (1861).
Su pista se pierde después de 1880.